# تمناع براور
تمناع براور (بالألمانية: Timna Brauer)‏ (مواليد 1 مايو 1961م في فيينا) هي مغنية وكاتبة أغاني نمساوية إسرائيلية وابنة الرسام والكاتب والمغني أريك براور. متزوجة من عازف البيانو الإسرائيلي إلياس ميري المتعاونة معه. كلاهما ذو أصول يمنية.
مثلت النمسا في مسابقة الأغنية الأوروبية عام 1986م بأغنية الوقت وحيد.
شاركت براور في الموسم الثالث من مسابقة التلفزيون النمساوي لرقص النجوم في عام 2007م وحلت في المركز العاشر.

## وصلات خارجية
- تمناع براور على موقع IMDb (الإنجليزية)
- تمناع براور على موقع ميوزك برينز (الإنجليزية)
- تمناع براور على موقع ديسكوغز (الإنجليزية)
- تمناع براور على موقع كينوبويسك (الروسية)